# عرب‌ستیزی در ایران
احساسات ضد اعراب در میان ایرانیان یا عرب‌ستیزی در ایران به بیزاری، هراس و پیشداوری نژادی مبتنی بر ناسیونالیسم ایرانی که در برخی از رفتار و گفتار ایرانیان نسبت به عرب‌ها مشاهده می‌شود اشارا خطرناک‌تر از اسرائیل می‌دانند.

## ساختار
صادق زیباکلام در نشستی با محمدجواد حق‌شناس در تاریخ ۱ مرداد ۱۳۹۵به اینکه «آیا ما ایرانی‌ها نژادپرست هستیم یا نه؟»، آری پاسخ داد. او گفت: «من چند ویژگی را دیده‌ام و به این نتیجه رسیده‌ام که نژادپرستیم. اول اینکه ما خود را برتر از دیگران می‌بینیم، ساختاری که نظام رسمی ما پیدا می‌کند و وجهی رسمی که در میان مردم جاری است این را نشان می‌دهد. همچنین تنفر از اقوام و ملیت‌های دیگر که برجسته‌ترین آن نفرتی است که از اعراب و افاغنه داریم. ویژگی دیگر جایگاه مهمی است که در تاریخ برای ایران قائل هستیم و نگاه شک‌برانگیزی که به کشورهای دیگر داریم». اما محمدجواد حق‌شناس آنچه که زیباکلام «نژادپرستی» خواند را نپذیرفت. زیباکلام در ۱۱ اردیبهشت ۱۳۹۱ از افغانستانی‌ها در ایران و از کشورهای عربی خلیج فارس با بیان این جمله عذرخواهی نمود: «من از ۳ میلیون افغانی به خاطر ظلم‌هایی که به آن‌ها می‌کنید، معذرت خواهی می‌کنم؛ من از کشورهای عربی حاشیه خلیج فارس به خاطر بی‌احترامی‌های شما معذرت خواهی می‌کنم؛ شما باید ادب را در برابر آن‌ها رعایت کنید؛ شما از قادسیه می‌سوزید؛ از اعراب کینه دارید به خاطر این که اسلام را برای شما آورده‌اند.» او همچنین بدین باور است که بسیاری از ایرانی‌ها از عرب‌های بیزارند و «فرقی هم نمی‌کند چه ایرانی‌های بی‌دین و چه ایرانی‌های دیندار»، او پایین بودن سطح فرهنگ را دلیل نژادپرستی در ایران بیان کرد. حتی واکنش‌های وزارت امور خارجهٔ ایران نسبت به سیاست‌های خارجی کشورهای عربی که همسو با دولت ایران نیست، با رویهٔ نژادی توصیف کرده‌است.
از دید علی‌رضا نوری‌زاده، خاستگاهِ دیدگاه‌های موجود در ایران نسبت به جهان عرب، از «رابطهٔ سیاسی دولت ایران با کشورهای عربی» برمی‌آید که دوران اصلاحات، نقطهٔ تحول آن بوده‌است. از دید عبدالرحمن الراشد در الشرق الاوسط، «ناکامی نظام [-سیاسی ایران] و ناتوانی مردم [در اعتراض یا اصلاحات] باعث می‌شود هرچه که با چهره رسمی کشور ارتباط دارد، منفور شود» و «سخن گفتن از افزایش کینه ایرانی‌ها از عرب‌ها، همراه با برداشت‌هایی است که از افزایش نفرت ایرانی‌ها از خود اسلام حکایت دارد؛ دینی که اکثر مردم ایران پیرو آن هستند. از سویی با توجه به این‌که نظام ایران از دین استفاده ابزاری می‌کند و برای توجیه در دست گرفتن مقدرات کشور و حکم رانی دیکتاتورمآبانه‌اش، لباس دین به تن کرده، برخی را به آن جا سوق داد تا نفرت خود را از روحانیون دینی که بر کشور حکومت می‌کنند و فساد میان آن‌ها گسترش یافته، ابراز کنند.» نویسنده‌ای ایرانی-افغانی در ۴ آبان ۱۳۹۱ نوشت که ما عادت کرده‌ایم مردم حجاز را با حاکمان عربستان یکی بدانیم.

### پیوستگی باستان‌گرایی در ایران با عرب‌ستیزی و اسلام‌ستیزی
در آثار افرادی مانند صادق هدایت، صادق چوبک، مهدی اخوان ثالث و نادر نادرپور گونه‌ای از عرب‌ستیزی روشنی («عرب» بدون تعریف آن) را بازمی‌تاباند. ماشاءالله آجودانی در «صادق هدایت و ناسیونالیسم» می‌گوید که ادبیات و ملی‌گرایی دوران مشروطه «اسلام و عرب را مسبب تمامی مشکلات و عقب‌ماندگی‌ها و دشمن اصلی ایران می‌داند».
نادر نادرپور «عرب و اسلام» را در برابر ارزش‌ها و فرهنگ واقعی ایرانی جای می‌دهد و آن‌ها را محکوم می‌کند. او عرب‌ها را «مردمی سیه‌چرده، وحشی و غیر انسان» و وابسته به تصاویر «خون و ماه» معرفی می‌کند و در برابر آن فردیت ایرانی را جای می‌دهد که «آفرینندهٔ تمدنِ روشنگر ایرانی و وابسته به آتش، زردشت، خورشید و نوروز» می‌داند.
صادق هدایت از عرب و از اسلام به عنوانی «دینی بیگانهٔ عربی» بیزار است. او در آثارش، مردم عرب را مردمانی «سیه‌چرده، کثیف، بیمار، زشت، جاهل، ظالم، بی‌شر و دیوصفت» توصیف کرده‌است. او «مسلمانان ایرانی روزگارش را فاسد و ریاکار» دانسته‌است. از دید او «فقط ایرانیان ساسانی زیبا، شجاع، باهوش، فرهیخته و شریف» اند. او ایرانِ پیشا-اسلامی و مزدیسنا را «دوران طلایی» معرفی می‌کند. در دیدگاه او «هویت فرهنگی راستین ایرانی، با هندِ آریایی» وابسته است و این هویت «به‌دست عرب‌های مسلمانِ مهاجم» نابود شده‌است و «عرب‌ها فرهنگِ به‌خون‌تشنه و ددمنش»، «دین خود را» جایگزین تمدن برتر ایران کرده‌اند.
نویسندگان مرد در ادبیات معاصر ایران، ملی‌گرایی ایرانی را در الگوی ملی‌گرایی غرب تعریف کرده‌اند. «همگی بر وجود اساطیرِ هم‌ریشه و همگونی زبانی و همگونی نژادی» تأکید دارند؛ و همه به جز جمال‌زاده که خود سید است، در برابر نژاد سامی موضع‌گیری کرده‌اند. آنان فردیت ایرانی را دقیقاً در برابر نژاد سامی جای داده‌اند. عرب نزد آنان «بیگانه» است و «حُکمِ اسلام» را نشان می‌دهد؛ ولی در برابر این آثار، مؤلفان زن ایرانی، دیدگاهی کاملاً متفاوت نسب به ملی‌گرایی بازتابانده‌اند.
فروغ فرخزاد، ملی‌گرایی ایرانی را در بیگانه‌ستیزی و بیگانه‌گریزی جای نداده‌است. در آثار او، «عرب یا ایرانی» نیستند، بلکه «انسان‌ها» بنابر انسانیت خود حضور دارند. او رسومی که نویسندگان مرد، «اسلامی» نامیده‌اند، «خودی» دانسته و محکومشان کرده‌است. طاهره صفارزاده دیگر مؤلف ایرانی که جهان‌بینی‌اش، «اسلامی-جهانی» بیان شده‌است.
یک مؤلف باستان‌گرای ایرانی در پیوستگی دانستن ملّی‌گرایی و عرب‌ستیزی، نوشته‌است که برای ایرانیان، سربلند بودن یعنی مستقل بودن؛ در اسارت دیگران بودن، به معنای توهین بر تاریخ. سپس نتیجه‌گیری می‌کند که «هزار و چهارصد سال پیش لشکر عرب به این سرزمین تاخت و با تجاوز و شمشیر و جزیه، اسلام و سلطهٔ خلفای ستمگر را حاکم گردانید.» او ادامه داده که «هویت ایرانی آسیب دیده و بیمارگونه گشته‌است، زیرا شیعه میلیون‌ها انسان را از حساسیت به کوروش و فردوسی درآورد و آن‌ها را به امامِ عرب و ارزش‌های دروغ و پستِ سرزمین دیگر وصل نمود».

## پیشینه
ناصر فکوهی دربارهٔ آسیب‌شناسی روشنفکری معاصر ایران به عرب‌ستیزی در ایران اشاره کرده‌است. او معتقد است که گفتمانِ ملی‌گرایانه افراطی (شوونیستی)، در ایران که به شدت «نژاد پرستانه»، باستان‌گرا و به دور از تعقل است با تمامِ مشخصاتِ شوونیسم در سطح جهان و در میان احزاب فاشیستی، چون بیگانه‌هراسی، نفرت‌نژادی و ضد قومی بودن است و می‌تواند خطرناک باشد.
فکوهی همچنین بر این باور است که این گفتمان مثلاً به سهولت لحن و رویکردهای «ضدعرب» به خود می‌گیرد، بدون آنکه متوجه باشد در ایران ما جمعیتی چند میلیونی از عرب‌ها در (اهواز، بوشهر) داریم، که هم میهنان ما هستند. گروهی از روشنفکرانِ ایران، مواضعِ ملی‌گرایانهٔ ضدِعرب و تاریخی می‌گیرند و بحث را براساسِ محوریت ایرانِ مرکزی پیش می‌برند، به خود زحمتِ آن را نمی‌دهند تا ببینند مسائل بر سر چیست و به نشان دادنِ واکنش‌هایی بسنده می‌کنند.
از دیگر سو در میان ورزشکاران ایرانی نیز نقدهایی بر لحن نژادی در ایران وارد شده‌است. از جمله این افراد رضا بوعذار است. او رکورددار دوی ۴۰۰ متر ایران و دارندهٔ مدال طلای مسابقات آسیایی چین پس از تغییر رشته و دعوت به اردوی تیم‌ملی راگبی نگرانی خود را بابت تغییر رشته‌اش را نگاه «نژادپرستانه» رئیس فدراسیون دو و میدانی ایران اعلام کرد. بوعذار پیش از این گفته بود که یک بار برای بالا بردن پرچم ایران نیز جلوی او را گرفته بودند. او دلایل مخالفت با خودش را نگاه‌های غیر ورزشی و نژادی می‌داند.
محمدتقی رهبر، از امامان جمعهٔ اصفهان، در ۲۵ فروردین ۱۳۹۴ در اعتراض به عربستان سعودی، بدون روشنگری و تعریف واژه‌ای از عبارت «یک مشت سوسمارخور» برای اشاره به آل سعود به زبان آورد.
اکبر عبدی در برنامهٔ زندهٔ تلویزیونی به مناسبت جشن روز عید غدیر خم، و در شرایطی که جمعیتی از حجاج حج تمتع در سال ۱۳۹۴ در جریان مراسم حج کشته شده بودند، ضمن تعریف خاطره‌ای از حضور خود و دخترش المیرا عبدی در مناسک حج، صحبت‌هایی در خصوص خواستگاری یک عرب سعودی و پاسخ توهین‌آمیز خود به او را مطرح نمود که بعد از تعریف کردن خاطره، مجری برنامه مجبور به قطع کردن صحبت‌های وی شد. سخنان توهین‌آمیز اکبر عبدی واکنش‌های بسیاری را برانگیخت. «کانون مبارزه با نژادپرستی و عرب‌ستیزی در ایران» با صدور بیانیه‌ای در اعتراض به سخنان اکبر عبدی اعلام کرد: «این فقط توهین اکبر عبدی هنرپیشه سرشناس ایرانی به عرب‌ها نیست بلکه نوای ناخوش اندیشه عرب‌ستیز و دگرستیزی است که از دوران «آریا» مهری تا جمهوری اسلامی – آریایی ادامه دارد.» اکبر عبدی چند روز بعد در رابطه با واکنش‌های اعتراضی در فضای مجازی به سخنانش در مصاحبه تلویزیون تی‌وی پلاس اعلام کرد که از حرف‌هایش سوءبرداشت شده‌است. وی اعلام کرد که «اگر می‌دانستم برنامه زنده است این حرف را نمی‌زدم. احساس کردم برنامه غیر مستقیم است و شبکه ۳ روی صدایم سوت پخش می‌کند.»

## در فرهنگ ایران

### ادبیات
در ابیاتی جعلی که در دوره‌های بعدتر به شاهنامهٔ فردوسی افزوده شده‌است، در قسمت رجزخوانی رستم فرخزاد (خطاب به سردار عرب) محتوایی تحقیرآمیز نسبت به عرب‌ها به چشم می‌خورد:
ز شیر شتر خوردن و سوسمار
عرب را به‌جائی رسیدست کار
که تاج کیان را کند آرزو
تفو باد بر چرخ گردون تفو
جلال خالقی مطلق، که شاهنامه را زیر نظر احسان یارشاطر تصحیح کرده‌است، با مقایسه نسخ موجود شعر را جعلی می‌داند که احتمالاً برای تسلی غرور زخم خورده ایرانیان توسط دیگران به نسخه‌های جدیدتر شاهنامه افزوده گشته‌است.

### موسیقی
یک رپ‌خوان ایرانی به نام بهزاد پکس چند ترانه عرب ستیزانه به نام عرب کُش،چهارشنبه سوری(عرب کُش۲)و آل سقوط را خوانده است. این ترانه که دارای محتوایی ضد عربی و نژادپرستانه است با واکنش جریان‌های مختلف حقوق بشری و مخالفان نژادپرستی مواجه شد. کانون مبارزه با نژادپرستی و عرب ستیزی در ایران با صدور بیانیه‌ای در رابطه با این مسئله خوانندهٔ ترانه را یک «جوجه فاشیست» و این ترانه را «مقدمه‌ای برای زدودن قبح عرب‌کشی در ایران» دانست.

### شعارها
یک گزارش رسانه‌ای از شعارهای عرب‌ستیزانهٔ گردآمدگان به‌مناسبت روز کوروش بزرگ در ۲۸ اکتبر ۲۰۱۶ حکایت دارد؛ « ما آریایی هستیم ، عرب نمی‌پرستیم »، «همش میگن دست خداست، هرچی بلاست از عرب‌هاست».

## ناآگاهی‌ها و خوارشماری‌ها

### بدوی‌انگاری مردم عرب و عرب‌زبان
نادر ابراهیمی در نقد اشعار مهدی اخوان ثالث بیان کرده که «مهدی اخوان ثالث، کینه‌اش به عرب، یک کینهٔ ایستای به‌میراث‌رسیده‌است نه کینهٔ اندیشگی و پویا. او عرب را دقیقاً و برای همیشه همان عربِ هزار و پانصد سال پیش می‌داند، که برجای مانده‌است و تکان نمی‌خورد: یک ملّتِ واحدِ یکپارچه، بدون کمترین تغییر قشری، طبقاتی، ملّی، تاریخی، اجتماعی، و سیاسی:بدخون، بدنژاد، فاسد بالذّاته… او صدّام را به‌دلیل عرب بودنش، یزید می‌داند نه به‌دلیل عاملِ استعمار بودنش.» اما محمدرضا شفیعی کدکنی در حالات و مقامات م. امید، عرب‌ستیزی را از موضوعات شعر اخوان ذکر نکرده و آن را مهم نانگاشته و از دلبستگی اخوان به ادبیات عربی نوشته‌است. همچنین از حاشیه‌نویسی اخوان بر المنتحل ثعالبی (که اتفاقی به‌دستش رسیده بوده) نوشته‌است که نشان از دقت و نکته‌سنجی اخوان در ادبیات عربی است، او یادآوری می‌کند که اخوان، سرمایهٔ ادبی خود در زبان عربی را «فقط و فقط با مطالعه و قریحهٔ شخصی آموخته بود … او به غریزه و در نتیجهٔ ممارست و شوق متن را می‌خواند و می‌فهمید و از این لحاظ بر بسیاری از دارندگان درجهٔ دکترای ادبیات عربی - که من می‌شناسم - برتری داشت.» شفیعی از خاطره‌ای نیز سخن می‌گوید که اخوان بسیار دل‌خواسته بود که از پدر شفیعی کدکنی، مقامات حریری را بیاموزد.